# Телефонная будка (фильм)
«Телефо́нная бу́дка» (англ. Phone Booth) — триллер режиссёра Джоэла Шумахера 2002 года о человеке, которого угрожает убить снайпер. Выход фильма в широкий прокат, намечавшийся на осень 2002 года, был задержан до 2003 в связи с атаками «Вашингтонского снайпера».

## Сюжет
Циничный и самовлюблённый публицист и рекламный агент Стю заходит в телефонную будку, чтобы позвонить начинающей актрисе Памеле, которой он врёт, что устроит ей кинопробы, чтобы соблазнить её. Он воспользовался последним городским таксофоном Нью-Йорка, чтобы его жена Келли ничего не заметила, просматривая счета за сотовый телефон. Во время разговора к нему обращается разносчик с заказанной им бесплатной пиццей, но рекламный агент оскорбляет его. После окончания разговора Стю вешает трубку, но ему тотчас же звонит человек, который знает всё про его делишки и который угрожает застрелить Стю из снайперской винтовки, если он выйдет из будки. Также он обещает позвонить Пэм.
Двое предшественников Стю, совершивших схожие поступки (педофил и занимавшийся инсайдерской торговлей брокер), отказались от предложения снайпера сказать правду обиженным ими, за что были убиты. В подтверждении своих угроз звонящий подстреливает продававшегося рядом с будкой игрушечного робота. Снайпер, под угрозой смерти, требует от Стю рассказать Келли и Пэм правду. Он звонит Пэм и соединяет её со Стю, тот сообщает ей, что женат. После этого незнакомец требует позвонить Келли.
К находившемуся в раздумьях Стю подходят три проститутки, требующие дать им позвонить. Он отказывает им, недовольный сутенёр Леон начинает ломать таксофон битой и избивать рекламного агента. Звонящий предлагает своему собеседнику «остановить» сутенёра и также спрашивает «слышит ли он его?», после утвердительного ответа Стю происходит выстрел. Проститутки начинают обвинять Стю в убийстве Леона, к месту происшествия подтягиваются журналисты и полицейские. Свои поступки снайпер разъясняет желанием наказать за совершённые грехи людей, за которыми он долго следил. Общаясь со Стю, он с юмором изображает шаблоны, которые в массовом сознании считаются причинами появления серийных убийц (тяжёлое детство, пережитое во время войны во Вьетнаме, голоса в голове).
Прибывший на место преступления капитан полиции Рэйми начинает переговоры, но долго не понимает, в чём дело: Стю отказывается выйти из будки, при этом заявляет о важном разговоре со своим психиатром. Звонящему рекламный агент заявляет, что у полиции не будет каких-либо доказательств, что именно он убил Леона. В ответ тот сообщает о лежащем на крыше будки пистолете и предлагает сказать правду приехавшим Келли и Пэм. Стю рассказывает жене о своих изменах, после чего снайпер требует выбрать из двух женщин одну, нелюбимая будет застрелена. Рэйми поручает узнать, с кем разговаривает Стю.
Во время разговора Стю тайком дозванивается до Келли, которая вместе с капитаном Рэйми становится свидетелем их беседы. Стю под камеры признаёт, что лгал Келли и Пэм, стажёру и многим другим людям. За это время полиция отследила звонившего Келли (звонок в телефонную будку расшифровать так и не удалось), Рэйми удаётся донести до заложника эту новость. Стю заявляет звонящему, что полиция уже в пути, тот угрожает при поимке застрелить либо Келли, либо Памелу. В панике агент с пистолетом в руках выбегает из будки, но полицейские оглушают его резиновой пулей. Одновременно в комнату гостиницы, откуда отслежен звонок, врывается полиция и находит там человека с перерезанным горлом и оружие.
Келли прощает своего мужа. Тот решает взглянуть на труп убийцы, которым оказывается разносчик пиццы. В машине скорой помощи рекламному агенту вводят лекарство, после чего перед ним возникает держащий в руках кейс для оружия человек, который общался с ним всё это время в таксофоне. Тот сожалеет об убийстве невиновного разносчика пиццы и угрожает вернуться, если Стю перестанет быть честным. После этого снайпер покидает место преступления, задержавшись на время у разбитой телефонной будки.

## В ролях
| Актёр             | Роль                                |
| ----------------- | ----------------------------------- |
| Колин Фаррелл     | Стюарт «Стю» Шепард                 |
| Кифер Сазерленд   | снайпер                             |
| Форест Уитакер    | капитан Эд Рэйми                    |
| Рада Митчелл      | Келли Шепард жена Стю               |
| Кэти Холмс        | Памела «Пэм» Макфадден подружка Стю |
| Пола Джей Паркер  | Фелиция проститутка                 |
| Эриан Эш          | Корки проститутка                   |
| Тиа Техада        | Эйша проститутка                    |
| Джон Инос III     | Леон сутенёр                        |
| Ричард Т. Джонс   | сержант Джон Коул                   |
| Кит Ноббс         | Эдам помощник Стю                   |
| Делл Йонт         | доставщик пиццы                     |
| Джеймс Макдоналд  | переговорщик                        |
| Джош Пэйс         | Марио хозяин ресторана              |
| Бен Фостер        | Большой Кью рэпер                   |
| Светлана Ефремова | Эрика                               |

Актёр Роджер Джексон изначально должен был озвучить реплики снайпера. В финальной сцене, где показывается сам снайпер, последнего изначально сыграл актёр Рон Элдард, но затем все эти кадры были пересняты с участием Сазерленда. Голос Сазерленда в диалогах с Колином Фарреллом был добавлен лишь во время монтажа.
В итоге Сазерленд был номинирован на MTV Movie Awards 2004 как лучший злодей.